# ورورین (روستا)
ورورین (روستا) (به لاتین: Varvarin (village)}} یک منطقهٔ مسکونی در صربستان است که در ورورین واقع شده‌است.

## خصوصیات
ورورین ۱٬۷۷۹ نفر جمعیت دارد.